# Lyctus carbonarius
Lyctus carbonarius es una especie de escarabajo de la pólvora del género Lyctus, categorizada en la tribu Lyctini, de la familia Bostrichidae. Fue descrita por Waltl en 1832.

## Distribución
Se distribuye por África: Egipto, Europa: Austria, Bélgica, Finlandia, Francia, Alemania, Italia, Países Bajos, Suecia, Suiza, Reino Unido, América del Norte: Canadá, México, Estados Unidos de América, América del Sur: Argentina, Asia: Israel, Japón y Oceanía: Australia y Nueva Zelanda.